# Anoploderomorpha sepulchralis
Anoploderomorpha sepulchralis là một loài bọ cánh cứng trong họ Cerambycidae.